# Tramwaje w Cedar Rapids
Tramwaje w Cedar Rapids − zlikwidowany system komunikacji tramwajowej w Cedar Rapids w Stanach Zjednoczonych, działający w latach 1880−1953.

## Historia
Pierwsze tramwaje w Cedar Rapids uruchomiono w 1880, były to tramwaje konne. 3 maja 1880 uruchomiono tramwaje parowe do pobliskiej miejscowości Marion. 13 grudnia 1891 uruchomiono tramwaje elektryczne, które zastąpiły tramwaje konne i parowe. 13 sierpnia 1904 otwarto trasę podmiejską do Iowa City. W 1913 otwarto kolejną linię podmiejską z Waterloo. W 1937 mieszkańcy miasta opowiedzieli się za likwidacją tramwajów w mieście co nastąpiło 10 dni później, 13 listopada 1937. Ostatecznie tramwaje w Cedar Rapids zlikwidowano 30 maja 1953, likwidując linie podmiejskie. Szerokość toru na wszystkich liniach wynosiła 1435 mm. 